# هاملن غارلاند
هاملن غارلاند (بالإنجليزية: Hamlin Garland)‏ (و. 1860 – 1940 م) هو كاتب مقالات، ومؤلِّف، وروائي، وكاتب، من الولايات المتحدة الأمريكية، ولد في ويسكونسن، وكان عضوًا في الأكاديمية الأمريكية للفنون والآداب، توفي في هوليوود، كاليفورنيا، عن عمر يناهز 80 عاماً.

## جوائز
حصل على جوائز منها:
- جائزة بوليتزر عن فئة السيرة الذاتية.

## أعماله
- طرق الرحيل الرئيسة (1891).
- أهالي البراري (1893).
- عضو البيت الثالث (1892).
- جاسون ادواردز (1892).
- فساد الوظيفة (1892).
- أصنام محطمة (1895).
- روز داتشرز كولي (1895).
- غراميات على جانب الطريق (1897).
- قائد كتيبة الحصان الرمادي (1902).
- هيسبر (1903).
- سحر المال (1907).
- كافانو: حارس الغابة (1910).
- ابنة عامل الغابة (1914).
- الهنود الحمر (1923).[10]
- أربعون عاما من البحث النفسي (1936).
- سر الصلبان المدفونة (1939).[11]

### المذكرات الأدبية
- ابن الحدود الوسطى (1917).
- ابنة الحدود الوسطى (1921).
- صناع الطرق في الحدود الوسطى (1926).
- عربات العودة من الحدود الوسطى (1928).
- لقاءات على جانب الطريق (1930).
- أصدقاء على الدرب (1930).
- أصدقائي من الآباء المعاصرين (1932).
- جيران ما بعد الظهيرة (1934).[11]

## روابط خارجية
- هاملن غارلاند على موقع IMDb (الإنجليزية)
- هاملن غارلاند على موقع الموسوعة البريطانية (الإنجليزية)
- هاملن غارلاند على موقع إن إن دي بي (الإنجليزية)